# Route nationale 143
Die Route nationale 143, kurz N 143 oder RN 143, war eine französische Nationalstraße.
Die Straße wurde 1824 zwischen Chambray-lès-Tours und Riom festgelegt und geht auf die Route impériale 163 zurück. Ihre Länge betrug 280 Kilometer. 1973 wurde der Abschnitt zwischen Châteauroux und Montluçon abgestuft sowie der Abschnitt zwischen Montluçon und Riom in den Streckenverlauf der Nationalstraße 144 integriert. 2006 wurde die restliche Strecke abgestuft.